# Hergugney
Hergugney is een gemeente in het Franse departement Vosges (regio Grand Est) en telt 140 inwoners (1999). De plaats maakt deel uit van het arrondissement Épinal.

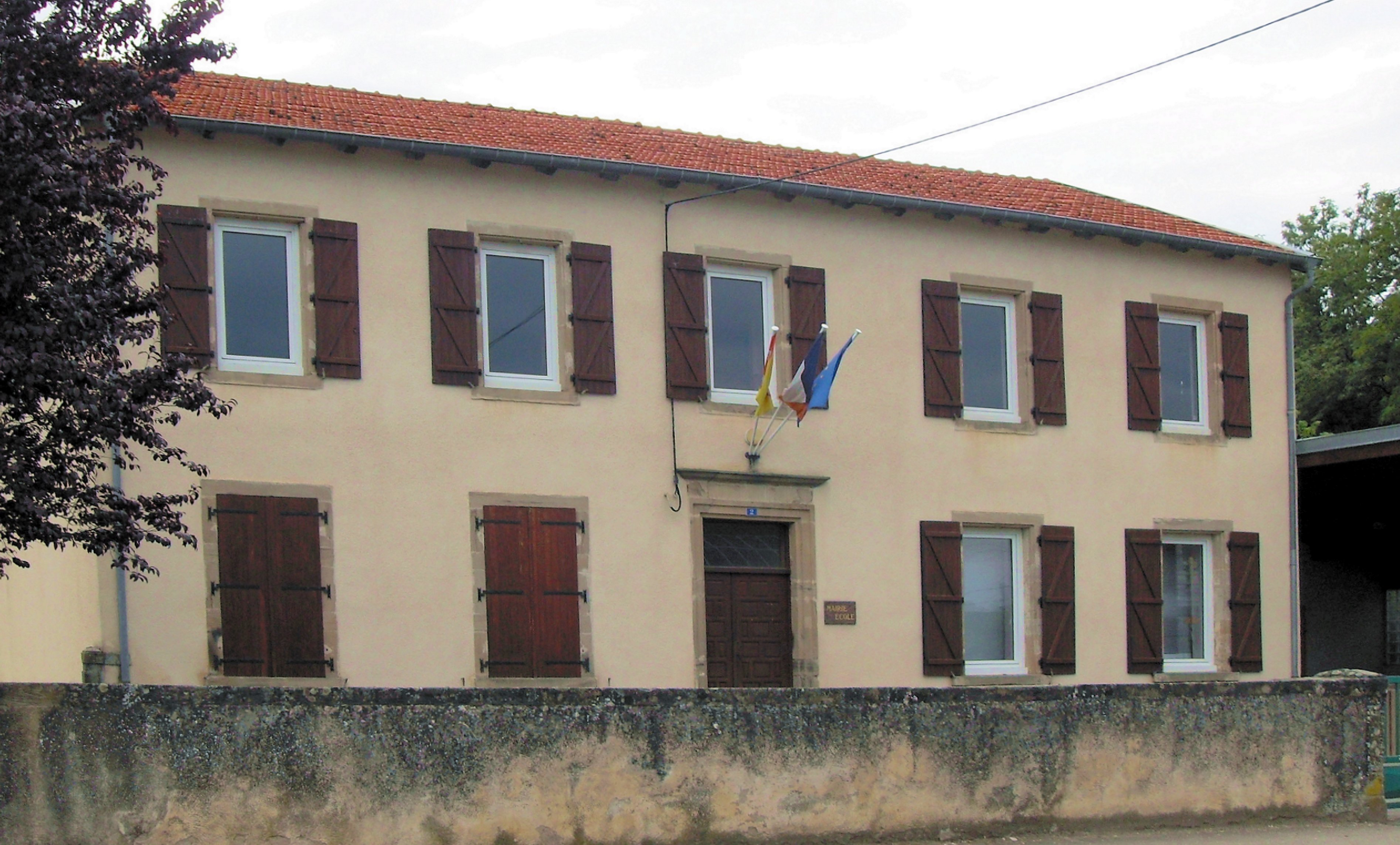
Gemeentehuis en school
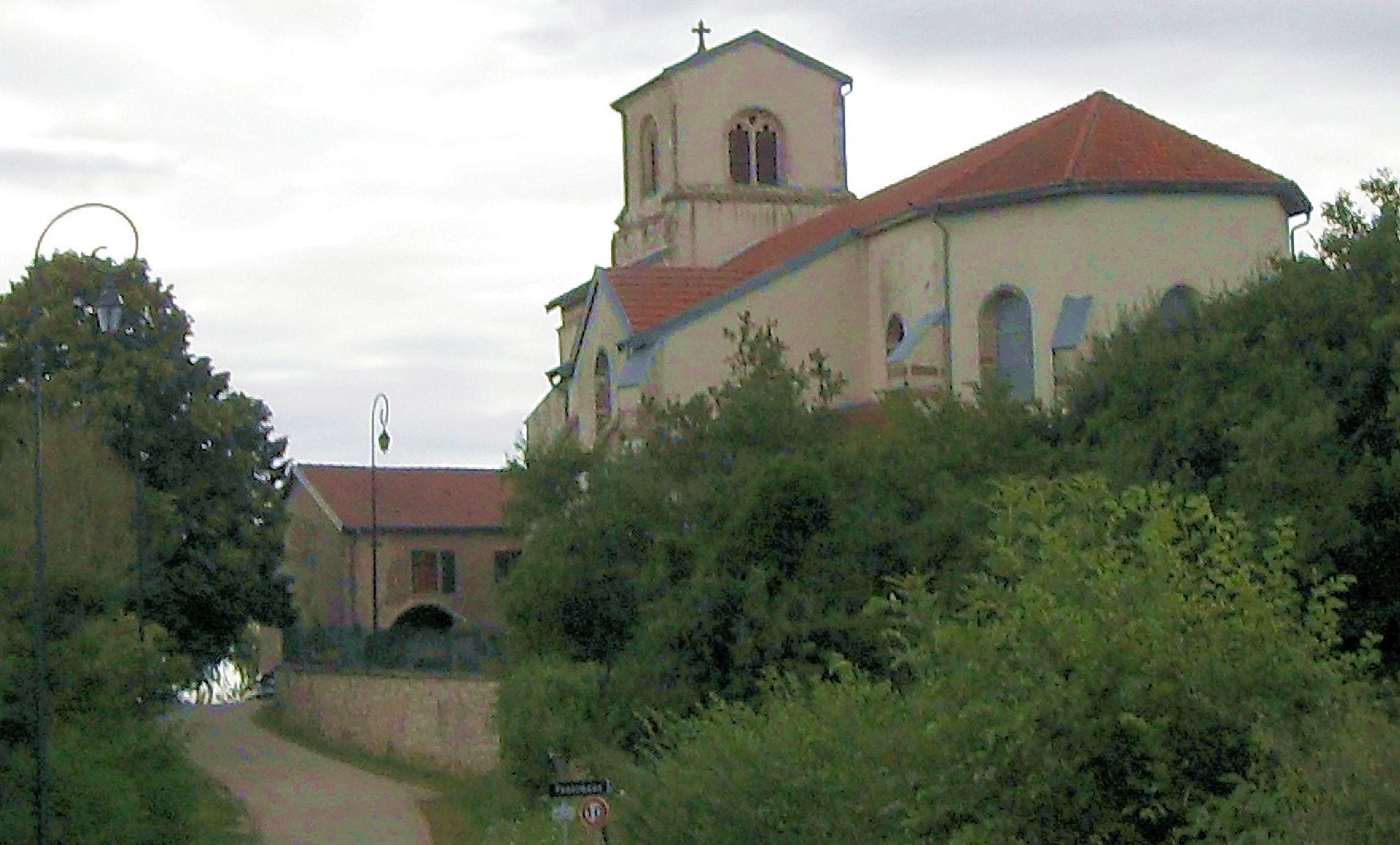
Uitzicht op de kerk Saint-Basle in Tantimont (gem. Hergugney)

## Geografie
De oppervlakte van Hergugney bedraagt 5,5 km², de bevolkingsdichtheid is 25,5 inwoners per km².
De onderstaande kaart toont de ligging van Hergugney met de belangrijkste infrastructuur en aangrenzende gemeenten.

## Demografie
Onderstaande figuur toont het verloop van het inwonertal (bron: INSEE-tellingen).